# Оніцука Тіхіро
Оніцука Тііхіро (яп. 鬼束 ちひろ, おにつか ちひろ; 30 жовтня 1980) — японська популярна співачка і піаністка. 
Народилась у містечку Нанґо, префекутри Міядзакі.
Дебютувала у 2000 році з піснею «Shine». Здобула популярність завдяки пісні «Місячне сяйво».

## Сингли
- Shine (9 лютого 2000)
- Місячне сяйво (9 серпня 2000)  (Пісня з серіалу «TRICK»)
- Cage (8 листопада 2000)
- Запаморочення (9 лютого 2001)
- infection/LITTLE BEAT RIFLE (7 вересня 2001)
- Метеоритний потік (6 лютого 2002)  (Пісня з серіалу «TRICK 2»)
- Sign (21 березня 2003)
- Beautiful Fighter (20 серпня 2003)
- Гарного дня в подорж на захід (29 жовтня 2003)
- Вальс зі мною (27 листопада 2003)
- Росте трава (27 жовтня 2004)
- everyhome (30 травня 2007)
- Ми рожевими днями (19 вересня 2007)